# Sielsowiet drużnieński
Sielsowiet drużnieński (ros. Дружненский сельсовет) – jednostka administracyjna wchodząca w skład rejonu kurczatowskiego w оbwodzie kurskim w Rosji.
Centrum administracyjnym sielsowietu jest wieś (ros. деревня, trb. dieriewnia) Drużnaja.

## Geografia
Powierzchnia sielsowietu wynosi 46,56 km².

## Historia
Status i granice sielsowietu zostały określone 21 października 2004 roku.

## Demografia
W 2017 roku sielsowiet zamieszkiwało 804 mieszkańców.

## Miejscowości
W skład sielsowietu wchodzą miejscowości: Drużnaja, Komiakino, Lubickoje.